# USS Columbia (CL-56)

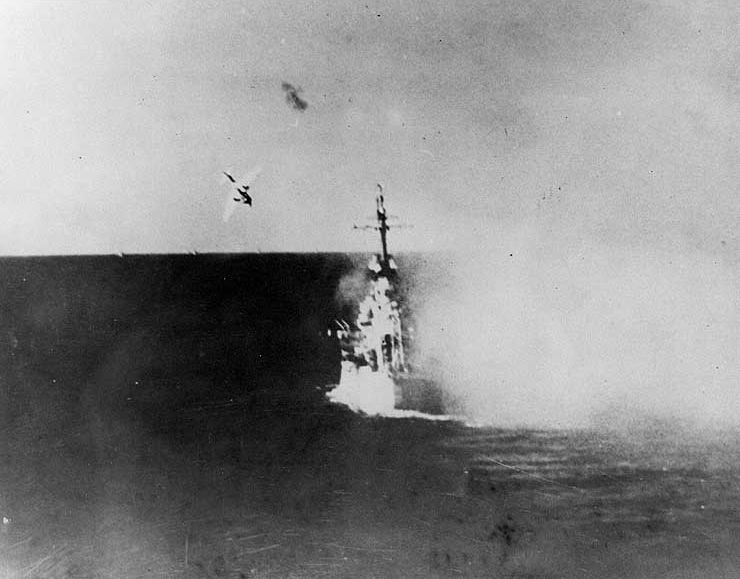
Columbia bị một máy bay kamikaze tấn công ngoài khơi vịnh Lingayen, ngày 6 tháng 1 năm 1945

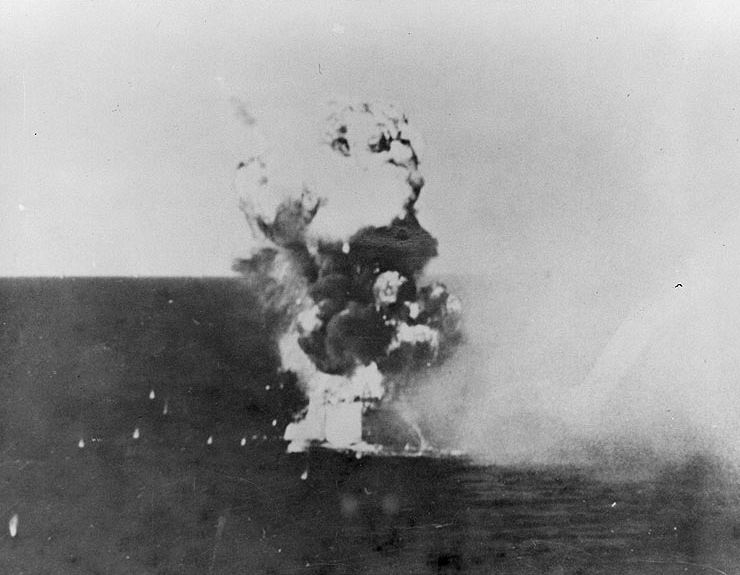
Chiếc kamikaze đánh trúng Columbia lúc 17 giờ 29 phút. Chiếc máy bay và quả bom xuyên thủng hai sàn tàu trước khi phát nổ, làm thiệt mạng 13 người và làm bị thương 44 người khác.

USS Columbia (CL-56)  là một tàu tuần dương hạng nhẹ lớp Cleveland của Hải quân Hoa Kỳ, được hoàn tất trong Chiến tranh Thế giới thứ hai. Nó là chiếc tàu chiến thứ sáu của Hải quân Mỹ được đặt cái tên này, theo tên thành phố Columbia thuộc tiểu bang South Carolina. Con tàu được cho nhập biên chế vào tháng 7 năm 1942, và đã phục vụ trong nhiều chiến dịch tại Mặt trận Thái Bình Dương. Giống như hầu hết các tàu chị em cùng lớp, nó được cho xuất biên chế không lâu sau khi chiến tranh kết thúc, được đưa về lực lượng dự bị và không bao giờ phục vụ trở lại; con tàu bị tháo dỡ vào đầu những năm 1960. Columbia được tặng thưởng danh hiệu Đơn vị Tuyên dương Hải quân cùng mười Ngôi sao Chiến trận do thành tích phục vụ trong Thế Chiến II.

## Thiết kế và chế tạo

### Thiết kế
Lớp Cleveland được thiết kế nhằm mục đích gia tăng tầm xa hoạt động, tăng cường hỏa lực phòng không và sự bảo vệ chống ngư lôi so với các tàu tuần dương Hoa Kỳ trước đây. Cho dù kém hơn ba nòng pháo 6-inch so với những chiếc lớp Brooklyn dẫn trước, hệ thống kiểm soát hỏa lực mới và tiên tiến hơn giúp cho lớp Cleveland có được ưu thế về hỏa lực trong chiến đấu thực tế. Tuy nhiên việc tăng cường thêm dàn hỏa lực phòng không hạng nhẹ cho đến cuối Thế Chiến II khiến các con tàu bị nặng đầu đáng kể.

### Chế tạo
Columbia được đặt lườn vào ngày 18 tháng 8 năm 1940 tại xưởng đóng tàu của hãng New York Shipbuilding Corporation ở Camden, New Jersey. Nó được hạ thủy vào ngày 17 tháng 12 năm 1941, được đỡ đầu bởi các cô Jean Adam Paschal và Francis Owens. Con tàu được cho nhập biên chế vào ngày 29 tháng 7 năm 1942, dưới quyền chỉ huy của hạm trưởng, Đại tá Hải quân William A. Heard.

## Lịch sử hoạt động

### 1942-1943
Khởi hành từ Norfolk vào ngày 9 tháng 11 năm 1942, Columbia đi đến Espiritu Santo thuộc New Hebrides vào ngày 10 tháng 12, và gia nhập hoạt động tuần tra về phía Đông quần đảo New Hebrides để hỗ trợ cho việc cũng cố Guadalcanal. Vào ngày 29 tháng 1 năm 1943, trong khi di chuyển ngoài khơi đảo Rennell hỗ trợ cho việc di chuyển các tàu vận chuyển đến Guadalcanal, đội của Columbia chịu đựng một đợt không kích ác liệt, và trong Trận chiến đảo Rennell diễn ra sau đó, máy bay xuất phát từ đất liền và từ tàu sân bay đã tham gia bảo vệ các tàu Mỹ.
Columbia đã trợ giúp vào việc bắn rơi ba máy bay đối phương trong trận này. Đặt căn cứ Efate tại từ ngày 1 tháng 2, Columbia tiếp tục tuần tra tại khu vực quần đảo Solomon, và đến tháng 6 đã tiến hành hoạt động bắn phá và rải mìn trong các ngày 29-30 tháng 6 phối hợp với chiến dịch đổ bộ lên New Georgia. Vào ngày 11–12 tháng 7, nó bắn phá Munda, và chiếc tàu tuần dương tiếp tục tuần tra tại khu vực Đông Nam Solomon cho đến ngày 5 tháng 9, khi nó lên đường đi Sydney cho một đợt đại tu ngắn.
Columbia gia nhập trở lại đội của nó vào ngày 24 tháng 9 ngoài khơi Vella LaVella, tiếp tục hoạt động tuần tra đánh chặn tàu bè Nhật. Khi lực lượng Thủy quân Lục chiến đổ bộ lên Bougainville vào ngày 1 tháng 11, các khẩu pháo của Columbia đã bắn phá các mục tiêu tại đảo Buka và Bonis cũng như tại quần đảo Shortland. Trong đêm 2 tháng 11, lực lượng của nó đã đánh chặn một hải đội Nhật Bản dự định tấn công các tàu vận tải Đồng Minh ngoài khơi Bougainville. Trong Trận chiến vịnh Nữ hoàng Augusta diễn ra sau đó, Columbia đã giúp vào việc đánh chìm tàu tuần dương Nhật Sendai cùng tàu khu trục Hatsukaze, đẩy lui lực lượng tấn công cách xa mục tiêu của chúng. Nó tiếp tục hỗ trợ cho cuộc đổ bộ tại Bougainville và bắn phá các mục tiêu trong khu vực quần đảo Solomon trong suốt tháng 12.

### 1944
Sau các hoạt động thực tập huấn luyện tại New Hebrides vào tháng 1 năm 1944, Columbia đã giúp vào việc tấn công và chiếm đóng Nissan, một đảo thuộc quần đảo Green, Papua New Guinea, từ ngày 13 đến ngày 18 tháng 2. Vào đầu tháng 3, đội của nó đã càn quét khu vực giữa Truk và Kavieng truy lùng tàu bè đối phương, rồi bảo vệ cho cuộc tấn công và đổ bộ lên Emirau từ ngày 17 đến ngày 23 tháng 3. Ngày 4 tháng 4, Columbia khởi hành từ cảng Purvis cho một đợt đại tu tại San Francisco; nó quay trở lại khu vực quần đảo Solomon vào ngày 24 tháng 8.
Columbia khởi hành từ cảng Purvis vào ngày 6 tháng 9 trong thành phần lực lượng hộ tống cho cuộc đổ bộ lên Palaus, và tiếp tục ở lại ngoài khơi Peleliu để bắn pháo hỗ trợ cho lực lượng trên bờ và bảo vệ tàu bè cho đến khi nó quay trở về đảo Manus vào ngày 28 tháng 9. Nó lên đường vào ngày 6 tháng 10 bảo vệ cho lực lượng chiếm đóng Dinagat và các đảo khác ở lối ra vào vịnh Leyte vốn phải được vô hiệu hóa trước khi toàn hạm đội tấn công Leyte có thể tiến vào vịnh. Các đảo này bị chiếm vào ngày 17 tháng 10, và Columbia lên đường để bắn pháo hỗ trợ cho chính cuộc đổ bộ ba ngày sau đó.
Nhưng trong khi cuộc đổ bộ đang diễn ra, Hạm đội Nhật Bản tiến về phía Nam để kháng cự, và trong đêm 24 tháng 10 cánh phía Nam của đối phương tiến vào eo biển Surigao. Các đợt tấn công dũng cảm bằng xuồng phóng lôi và tàu khu trục đã mở màn cho Trận chiến vịnh Leyte mang tính quyết định. Columbia cùng các tàu tuần dương khác gia nhập cùng các thiết giáp hạm cũ đang chờ sẵn, và trong một cuộc cơ động rất cổ điển, các tàu chiến Mỹ cắt ngang chữ T hàng tàu chiến Nhật. Cuộc đụng độ sau đó đã đánh chìm thiết giáp hạm Yamashiro, và buộc tàu tuần dương hạng nặng Mogami bị hư hại nặng cùng các đơn vị khác phải rút lui. Về sáng, Columbia tiến lên bắn những phát đạn sau cùng kết liễu tàu khu trục Asagumo vốn đã bị đánh hỏng do các cuộc tấn công trước đó.
Sau khi được tiếp đạn tại Manus vào tháng 11, Columbia quay trở lại vịnh Leyte để bảo vệ cho các đoàn tàu vận tải tăng cường khỏi các cuộc không kích. Khi hoạt động từ Kossol Roads thuộc quần đảo Palau trong tháng 12, nó bảo vệ cho các cuộc đổ bộ Lục quân xuống Mindoro, và vào ngày 14 tháng 12 đã bị tổn thất bốn người khi một khẩu đội 5 in (130 mm) bị cướp cò trong một đợt không kích; đây là thiệt hại đầu tiên của Columbia trong chiến tranh.

### 1945

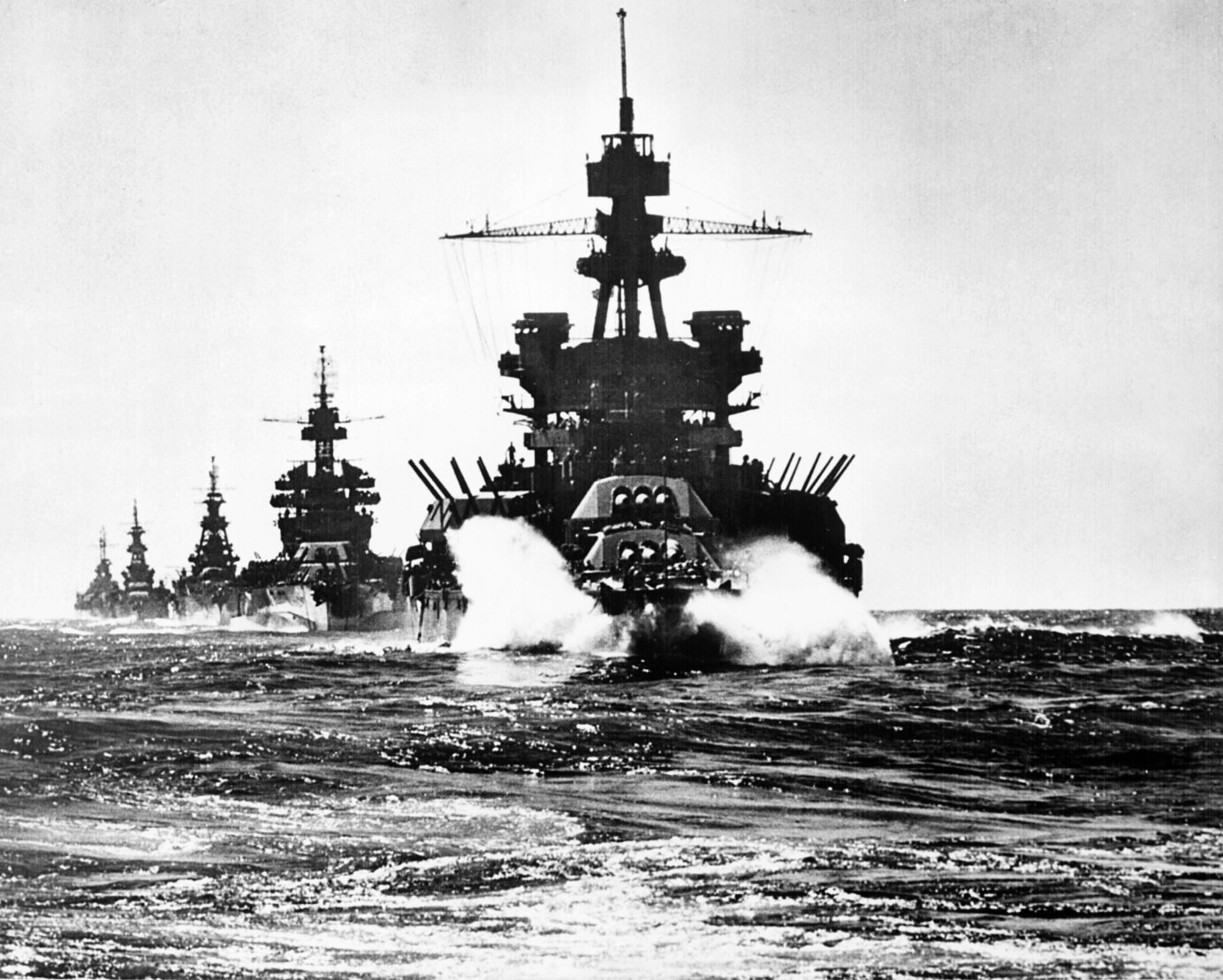
Thiết giáp hạm Pennsylvania đang dẫn trước Colorado, Louisville, Portland và Columbia tiến vào vịnh Lingayen vào tháng 1 năm 1945

Vào ngày 1 tháng 1 năm 1945, Columbia lên đường cho cuộc đổ bộ lên vịnh Lingayen; và vào ngày 6 tháng 1, khi các cuộc bắn pháo chuẩn bị được tiến hành, những đợt tấn công cảm tử kamikaze bắt đầu được tung ra. Thoạt tiên Columbia bị một trong những chiếc máy bay kamikaze đâm suýt trúng thân tàu, rồi bị một chiếc thứ hai đâm trúng đuôi tàu bên mạn trái. Chiếc máy bay và quả bom xuyên thủng hai sàn tàu trước khi phát nổ, làm thiệt mạng 13 thành viên thủy thủ đoàn và khiến 44 người khác bị thương, loại khỏi vòng chiếc các tháp pháo phía đuôi và khiến con tàu bốc cháy. Việc lập tức làm ngập nước hai hầm đạn đã ngăn ngừa các vụ nổ tiếp theo, và các biện pháp kiểm soát hư hỏng thực hiện hoàn hảo đã cho phép Columbia hoàn thành nhiệm vụ bắn phá với hai tháp pháo còn lại, và tiếp tục trực chiến để hỗ trợ gần cho các đội phá mìn dưới nước. Đạn pháo được chất dỡ khỏi các hầm đạn phía sau để bổ sung cho các hầm đạn phía trước, hầu hết công việc này phải làm bằng tay.
Vào buổi sáng ngày đổ bộ 9 tháng 1, trong khi Columbia đang ở gần gần bờ và bị bao bọc chung quanh bởi các xuồng đổ bộ khiến hạn chế sự cơ động, nó lại bị một máy bay kamikaze đâm trúng, làm hỏng tháp pháo 6 inch cùng bộ điều khiển hỏa lực, khiến 24 người thiệt mạng và 97 người khác bị thương. Columbia một lần nữa dập tắt các đám cháy, sửa chữa những hư hỏng, rồi lại tiếp tục nhiệm vụ bắn phá và bắn pháo hỗ trợ. Columbia lên đường đêm hôm đó, hộ tống một đoàn tàu vận tải rỗng. Nỗ lực của thủy thủ đoàn trong việc cứu con tàu và thi hành nhiệm vụ không ngừng nghĩ được ghi nhận qua danh hiệu Đơn vị Tuyên dương Hải quân được trao tặng trong chiến dịch này.
Columbia được sửa chữa khẩn cấp tại vịnh San Pedro thuộc đảo Leyte, rồi lên đường cho một lượt đại tu tại khu vực Bờ Tây Hoa Kỳ. Chiếc tàu tuần dương quay trở lại Leyte vào ngày 16 tháng 6, rồi ba ngày sau lại lên đường đi Balikpapan, Borneo, đến nơi vào ngày 28 tháng 6 nơi nó bảo vệ cho hoạt động quét mìn chuẩn bị cho cuộc đổ bộ vốn diễn ra vào ngày 1 tháng 7. Vào ngày đổ bộ, nó đã hỗ trợ cho việc đổ bộ của binh lính Australia, và bắn pháo hỗ trợ trong suốt ngày hôm sau. Sau đó nó gia nhập Lực lượng Đặc nhiệm 95 cho các đợt càn quét tàu bè Nhật Bản trong biển Đông Trung Hoa. Khi chiến tranh kết thúc, Columbia đưa các đội khảo sát đến Truk, căn cứ Nhật Bản quan trọng bị bỏ qua trong chiến tranh; rồi đưa hành khách là quân nhân từ Guam, Saipan và Iwo Jima quay trở về nhà vào ngày 31 tháng 10.
Đi đến khu vực Bờ Đông, Columbia về đến Philadelphia vào ngày 5 tháng 12 để đại tu, rồi tiến hành huấn luyện nhân sự Hải quân Dự bị cho đến ngày 1 tháng 7 năm 1946. Nó được cho xuất biên chế và đưa về lực lượng dự bị tại Philadelphia vào ngày 30 tháng 11 năm 1946, rồi bị bán để tháo dỡ vào ngày 18 tháng 2 năm 1959.

## Phần thưởng
Ngoài danh hiệu Đơn vị Tuyên dương Hải quân, Columbia còn được tặng thưởng mười Ngôi sao Chiến trận do thành tích phục vụ trong Thế Chiến II.
| Bronze star |                           |                           |
|             | Silver star · Silver star |                           |
|             |                           | Bronze star · Bronze star |

| Dãi băng Hoạt động Tác chiến            | Dãi băng Hoạt động Tác chiến                                             | Đơn vị Tuyên dương Hải quân với 1 Ngôi sao Chiến trận                    | Đơn vị Tuyên dương Hải quân với 1 Ngôi sao Chiến trận                    |
| Huân chương Chiến dịch Hoa Kỳ           | Huân chương Chiến dịch Châu Á-Thái Bình Dương với 10 Ngôi sao Chiến trận | Huân chương Chiến dịch Châu Á-Thái Bình Dương với 10 Ngôi sao Chiến trận | Huân chương Chiến thắng Thế Chiến II                                     |
| Huân chương Phục vụ Chiếm đóng Hải quân | Đơn vị Tuyên dương Tổng thống Philippine                                 | Đơn vị Tuyên dương Tổng thống Philippine                                 | Huân chương Giải phóng Philippine (Philippine) với 2 Ngôi sao Chiến trận |

## Di sản
Columbia đã treo một lá cờ hiệu của Hải quân Liên Hiệp như một lá cờ chiến trận trong suốt quá trình chiến đấu tại Nam Thái Bình Dương trong Thế Chiến II. Đó là nhằm vinh danh thành phố mà nó được đặt tên, thủ phủ của tiểu bang South Carolina, tiểu bang đầu tiên ly khai khỏi Liên Bang. Một đài tưởng niệm con tàu và những người từng phục vụ với nó được xây dựng tại Columbia, South Carolina.